# Poslednja legija (roman)
Poslednja legija je zgodovinski roman italijanskega zgodovinarja in arheologa Valeria Massima Manfredia. V slovenščino je roman prevedel Miro Bajt, izvirni naslov romana pa je L'ultima legione. 

## Vsebina
Italija, 476. Rimsko cesarstvo se bliža propadu. Prestol zasede zadnji rimski cesar Romul Avgust, trinajstletni deček. Njegov učitelj je Ambrozin, ki po narodnosti ni Rimljan, vendar pa si je zaslužil to mesto, saj je rešil Romula prezgodnje smrti, ko je ta bil še otrok. Glavno vlogo poleg Romula in Ambrozina ima tudi Avrelij, rimski legionar, ki ga dečkov oče Orest v zadnji želji prosi, da reši Romula. S pomočjo prijateljev se Avrelij odpravi reševati Romula Avgusta, ki so ga odpeljali Barbari pod Odoakrovim vodstvom in njegovim tovarišom Vulfilom. Odoaker zapre Romula Avgusta na samoten otok Capri, od koder ga Avrelij in prijatelji rešijo ter se odpravijo na pot proti Britaniji. A za petami jim je Vulfila.
Opišite literarno osebo ali osebe, kraj in čas dogajanja, okoliščine zgodbe, dogodke in doživetje pri branju. 

## Priredbe
Po romanu je bil posnet film Poslednja legija.